# Agnelo Ornelas do Rego
Agnelo Ornelas do Rego (Praia da Vitória, 10 de maio de 1908 — Praia da Vitória, 23 de dezembro de 1994) foi um advogado, conservador do Registo Predial e político açoriano que, entre outras funções de relevo, foi presidente da Câmara Municipal da Praia da Vitória, presidente de Junta Geral do Distrito Autónomo de Angra do Heroísmo e deputado à Assembleia Nacional.

## Biografia
Nasceu na freguesia de Santa Cruz, no coração da então vila da Praia da Vitória. Após estudos iniciais na sua vila natal, conclui o ensino secundário no Liceu Nacional de Angra do Heroísmo no ano de 1919. Alguns anos depois matriculou-se na Faculdade de Direito da Universidade de Lisboa, onde se licenciou em 1930.
Em 1932 ingressou na carreira de conservador do Registo Predial, iniciando a sua carreira profissional na ilha das Flores, a 1 de fevereiro de 1932, como conservador efetivo do Registo Predial de Santa Cruz das Flores. Permaneceu nas Flores até 1934, tendo neste período exercido as funções de vogal da comissão administrativa e de presidente da Câmara Municipal de Santa Cruz das Flores.
Transferiu-se em 1934 para a repartição de registo predial da então vila da Praia da Vitória, tendo em 1936-1937 sido membro da comissão administrativa da Câmara Municipal da Praia da Vitória. 
Em 1937 foi transferido para as funções de conservador do registo civil de Angra do Heroísmo, funções que exerceria até se aposentar, a seu pedido, em 1973. A 9 de outubro de 1947, foi agraciado com o grau de Oficial da Ordem de Benemerência. Naquela cidade exerceu as funções de vice-presidente da Câmara Municipal de Angra do Heroísmo. Foi também vogal  da Junta Geral do Distrito Autónomo de Angra do Heroísmo, organismo a que presidiu de 1965 a 1973.
Paralelamente exerceu como advogado, tendo presidido à Comissão de Assistência Judiciária de Angra do Heroísmo, substituindo com frequência o juiz de direito. Interveio como juiz adjunto no Tribunal Coletivo de Angra do Heroísmo.
No campo político aderiu ao ideário do Estado Novo, tendo sido vice-presidente da Comissão Distrital da União Nacional de Angra do Heroísmo. Foi deputado à Assembleia Nacional nas legislaturas de 1953-1957, 1957-1961 e 1961-1965, com intervenções relevantes em prol do distrito de Angra do Heroísmo.
Pertenceu e dirigiu vários organismos de carácter social e religioso, tendo sido provedor da Santa Casa da Misericórdia de Angra do Heroísmo e membro da Conferência de São Vicente de Paulo e da Junta Diocesana da Ação Católica.